# Abazinska
Abazinska (Abaza) är ett nordvästkaukasiskt språk som är nära besläktat med abchaziska. Totalt omkring 44 895 människor talar språket, varav det stora flertalet räknas som abaziner, och varav uppemot 35 000 i Karatjajen-Tjerkessien i sydvästra Ryssland, där det skrivs med det kyrilliska alfabetet, och uppemot 10 000 nordöstra Turkiet, där det skrivs med det latinska alfabetet.
Abazinska är ett SOV-språk med ergativ satsstruktur, och subjekt, direkt objekt och indirekt objekt markeras med verbaffix istället för kasus. Språket utmärker sig genom sitt minimala vokalsystem med endast två vokalfonem, medan konsonantsystemet är mycket omfattande med 63 konsonanter.